# Hans Toft
Hans Toft, född 8 februari 1947 i Hvidbjerg, är en dansk advokat och politiker för Det Konservative Folkeparti. Han var borgmästare i Gentofte kommun 1993-2021.
Hans Toft är son till politikern H.C. Toft (1914-2001) och Nina Brandi Jørgensen (1923-). Han tog studentexamen från Thisted gymnasium 1966 och kandidatexamen i juridik från Aarhus universitet 1976. Han blev invald i Folketinget 1971 för Det Konservative Folkeparti och innehade detta mandat till 1975. Han blev invald i Gentoftes kommunfullmäktige 1990 och 1993 efterträdde han Birthe Philip som kommunens borgmästare. Han är den av kommunens borgmästare som suttit längst. Sedan 2005 är han även ledamot i Region Hovedstaden.